# Scoloplos latum
Scoloplos latum är en ringmaskart som först beskrevs av Chamberlin 1919.  Scoloplos latum ingår i släktet Scoloplos och familjen Orbiniidae.
Artens utbredningsområde är Mexikanska golfen. Inga underarter finns listade i Catalogue of Life.